# سید حسین طبیب
سید حسین طبیب سیاست‌مدار ایرانی بود، که در دوره بیست و چهارم مجلس شورای ملی بعنوان نماینده بوشهر از استان بوشهر در مجلس شورای ملی حضور داشت.